# Bulbophyllum simulacrum
Bulbophyllum simulacrum är en orkidéart som beskrevs av Oakes Ames. Bulbophyllum simulacrum ingår i släktet Bulbophyllum och familjen orkidéer. Inga underarter finns listade i Catalogue of Life.